# Tangled Lives (film fra 1910)
 For alternative betydninger, se Tangled Lives. (Se også artikler, som begynder med Tangled Lives)
Tangled Lives er en amerikansk stumfilm fra 1910.